# Manuel Mascarenhas Homem (viceroi)
Pour les articles homonymes, voir Manuel Mascarenhas Homem (homonymie).
Manuel Mascarenhas Homem  est le 16e gouverneur du Ceylan portugais, et fut vice-roi de l'Inde portugaise.